# Gremi de Sant Lluc de Manresa
El Gremi de Sant Lluc de Manresa va ser un grup de tertúlia de tarannà catalanista que reunia artistes i una bona colla d'intel·lectuals, entre els quals hi havia destacats metges, de la ciutat de Manresa.
Nascuda els anys 40, la tertúlia, que va començar a la Granja Costa de la ciutat de Manresa, de seguida va passar a tenir lloc al cafè de l'Hotel Sant Domènec i a l'estiu, el grup es traslladava a la fresca: al Quiosc Bonsfills o Quiosc “del mig” del Passeig Pere III. El grup volia reprendre la famosa tertúlia de la Farmàcia Esteve, a la Plana de l'Om.
La idea de convertir-se en “Gremi de Sant Lluc” – patró de metges i artistes - va ser de Mn. Genís Padrós, per tal d'esquivar les pressions que volien fer entrar la tertúlia en l'obra “Educación y descanso” (que pertanyia a l'organització sindical del règim franquista). D'aquesta manera, vinculant-se simbòlicament a un sant, l'església els serviria d'escut i els protegiria als ulls del règim.
Cada vespre, havent sopat, acudien a la tertúlia pel plaer de parlar, de discutir, de criticar, de fer safareig i, sobretot, per fer amistat entre ells.
La tertúlia, que també funcionava com a associació cultural, va promoure i organitzar activitats culturals com les falles i festes de Sant Lluc del 18 d'octubre que es van celebrar durant nou anys consecutius. El Gremi va fer donació a la ciutat d'una pubilla per unir-la als gegants de Manresa, l'any 1951. Els agremiats feien uns Reis d'Orient que portaven obsequis a xics i a grans. També molts d'ells participaven en les processons de Setmana Santa fent els "Armats". Promovien i interpretaven obres teatrals d'en Joan Vilanova: "Ales, banyes i Lluquets", "L'auca de la Séquia" i anaven "A la caça del mussol".
Però sobretot va contribuir a mantenir i enfortir la flama cultural i el sentiment nacionalista i identitari d'unes institucions i un país limitats de llibertat durant l'època franquista, amb la voluntat de fer renéixer la ciutat després de la guerra, tot esdevenint un referent de la resistència cultural contra la dictadura.
Van ser els primers que, a Manresa, van recuperar el català en l'àmbit públic.

## Els tertulians
Entre altres artistes i intel·lectuals, hi assistien personalitats com:
Els metges Manel Casanovas, Lluís Puig Vilajoana (conegut com “El Puig de les màquines”), Ramon Llatjós, Jaume Herms, Simeó Selga, Joan Arocas, Francesc Rafat, Pere Domènech, Àngel Peña, Pere Blasco, Alfons Peidro, Enric Planell, Josep Badal, Albert Pujol, Antoni March i Antoni Pessarrodona, entre d'altres.
Entre els artistes, hi assistien Estanislau Vilajosana, Josep Vila Closes, Ramon Salisi, Joan Vilaró, Anselm Corrons i Joan Vilanova i Roset.
Altres tertulians intel·lectuals, la majoria de professió lliberal, hi havia Joan Balet, Josep M. Calmet, Jacint Rosal, Dídac Baget, Fermí Sanz, Sebastià Planas, Josep Vives i Martí i Josep Vilanova.
Entre molts altres assistents que de manera més o menys fixe, participaven sovint en les seves animades converses diàries que, de vegades, superaven els vint tertulians.

## Estructura dels “Lluquets”
Tot i que no va tenir mai una junta directiva ni estatuts de cap mena, el Gremi era presidit pel metge Manel Casanovas i el dibuixant Joan Vilanova i Roset n'era el tresorer en funcions.
Els “Lluquets”, com s'autoanomenàven, pagaven una quota per poder dur a terme les seves activitats, tot i que no la pagava tothom, només el nucli dels habituals.